# Ibbenbüren
Ibbenbüren je město v německé spolkové zemi Severní Porýní-Vestfálsko v zemském okresu Steinfurt. Má přibližně 53 tisíc obyvatel.

## Kultura
Z města pochází německá hudební skupina Donots.

## Partnerská města
- Dessau-Roßlau, Sasko-Anhaltsko
- Gourdon, Francie
- Hellendoorn, Nizozemsko
- Jastrzębie-Zdrój, Polsko
- Prievidza, Slovensko

## Slavní rodáci
- Kerstin Garefrekesová – někdejší německá fotbalistka
- Anja Karliczeková – německá politička za Křesťanskodemokratickou unii
- Simon Rolfes – někdejší německý fotbalový záložník